# Girsby (Lincolnshire)
Girsby – przysiółek w Anglii, w Lincolnshire. Leży 29,6 km od Lincoln i 206,4 km od Londynu. W latach 1870–1872 osada liczyła 44 mieszkańców. Girsby jest wspomniana w Domesday Book (1086) jako Griseby.